# 茂尻駅
茂尻駅（もしりえき）は、北海道赤平市茂尻（もじり）元町南2丁目にある北海道旅客鉄道（JR北海道）根室本線の駅である。駅番号はT24。電報略号はモシ。事務管理コードは▲130403。
かつては急行列車「狩勝」「そらち」の停車駅だった。

## 歴史

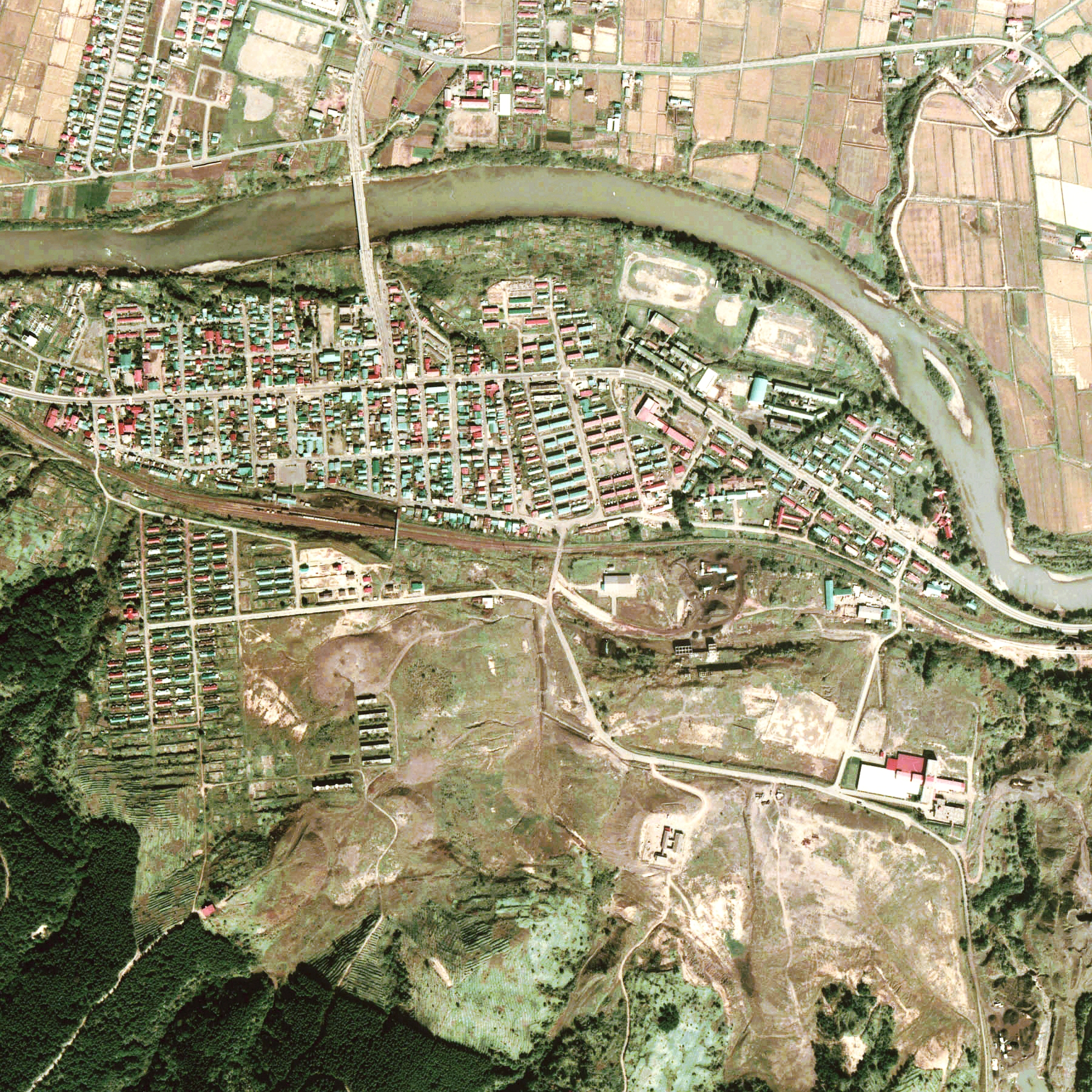
1977年の茂尻駅と周囲約750m範囲。右が富良野方面。既に貨物扱いをやめており、写真中央から少し右下へ分岐していた茂尻炭砿の専用線は撤去されていて、路盤とポケットだけが残されている。昭和43年に51万トンの出炭量を記録した雄別炭礦茂尻炭砿も、柏炭鉱になってからは深堀を止めたために10万トン以下となり、この写真の3年前には枯渇して閉山。

明治44年創業の財閥企業の一つであった株式会社大倉組から大正7年に大倉鉱業株式会社が独立し、当時は下平岸と呼ばれていたこの地に茂尻炭砿を開坑するに当たって、当駅の開設及び同社の資金による選炭場までの岐線の敷設許可を申請した。この結果、当駅及び岐線は同時に開設されることとなり、大正7年7月13日に茂尻炭砿の萬慶坑の開坑となった。後に大倉組の撤退と茂尻炭礦株式会社の独立、三菱鉱業系列の雄別炭礦鉄道による買収と所有者は変遷したが、同砿閉山まで当駅はこの炭鉱を中心として運用されて来た。

### 年表
- 1918年（大正7年）
  - 12月25日：茂尻炭砿岐線試運転。
  - 12月28日：鉄道院釧路本線（→根室本線）上赤平駅（→赤平駅） - 平岸駅間に一車積貨物のみを扱う貨物駅として開業[5]。茂尻炭砿より運炭列車初運行（室蘭向け24t車4両）。
- 1926年（大正15年）7月15日：旅客・荷物の取扱いを開始し、一般駅となる[6]。
- 1929年（昭和4年）12月26日：萬慶坑、辨慶坑、一之沢坑の各坑口より選炭場までの馬車軌道（輪車路）が坑外電車軌道となる。
- 1958年（昭和33年）3月25日：跨線人道橋設置。
- 1969年（昭和44年）5月30日：雄別炭礦茂尻炭砿閉山（同年8月に茂尻炭礦株式会社柏炭鉱として分離独立、ただし表層の露頭炭の採掘のみ行う。）
- 1974年（昭和49年）10月24日：茂尻炭礦柏炭鉱閉山。岐線廃止。
- 1976年（昭和51年）2月1日：貨物取扱い廃止（旅客駅となる）[1]。
- 1982年（昭和57年）5月30日：荷物取扱い廃止[7]。駅員無配置駅となる[8]。
- 1987年（昭和62年）4月1日：国鉄分割民営化により、北海道旅客鉄道（JR北海道）の駅となる[1]。

### 駅名の由来
所在地名より。所在地名の読みは「もじり」であるが、駅名は開業当初より「もしり」である。
地名は、現在の桂川を指すアイヌ語の「モシリケソマナイ（mosir-kes-oma-nay）」（島・の末端・にある・川）の上部に由来する。この「モシリ」は空知川にあった川中島のことで、この付近でこの川のほか、「モシリパオマナイ（mosir-pa-oma-nay）」（島の・上手・にある・川）「モシンノㇱケオマナイ（mosin-noske-oma-nay）」（島の・中央・にある・川）の三本が合流していた。

## 駅構造
1面2線の島式ホームを持つ地上駅。無人駅である。河岸段丘の崖のふちに線路があるため、駅舎には階段を上っていかなければならない。

### のりば
| 番線 | 路線      | 方向 | 行先               |
| ---- | --------- | ---- | ------------------ |
| 1    | ■根室本線 | 下り | 富良野・東鹿越方面 |
| 2    | ■根室本線 | 上り | 滝川方面           |

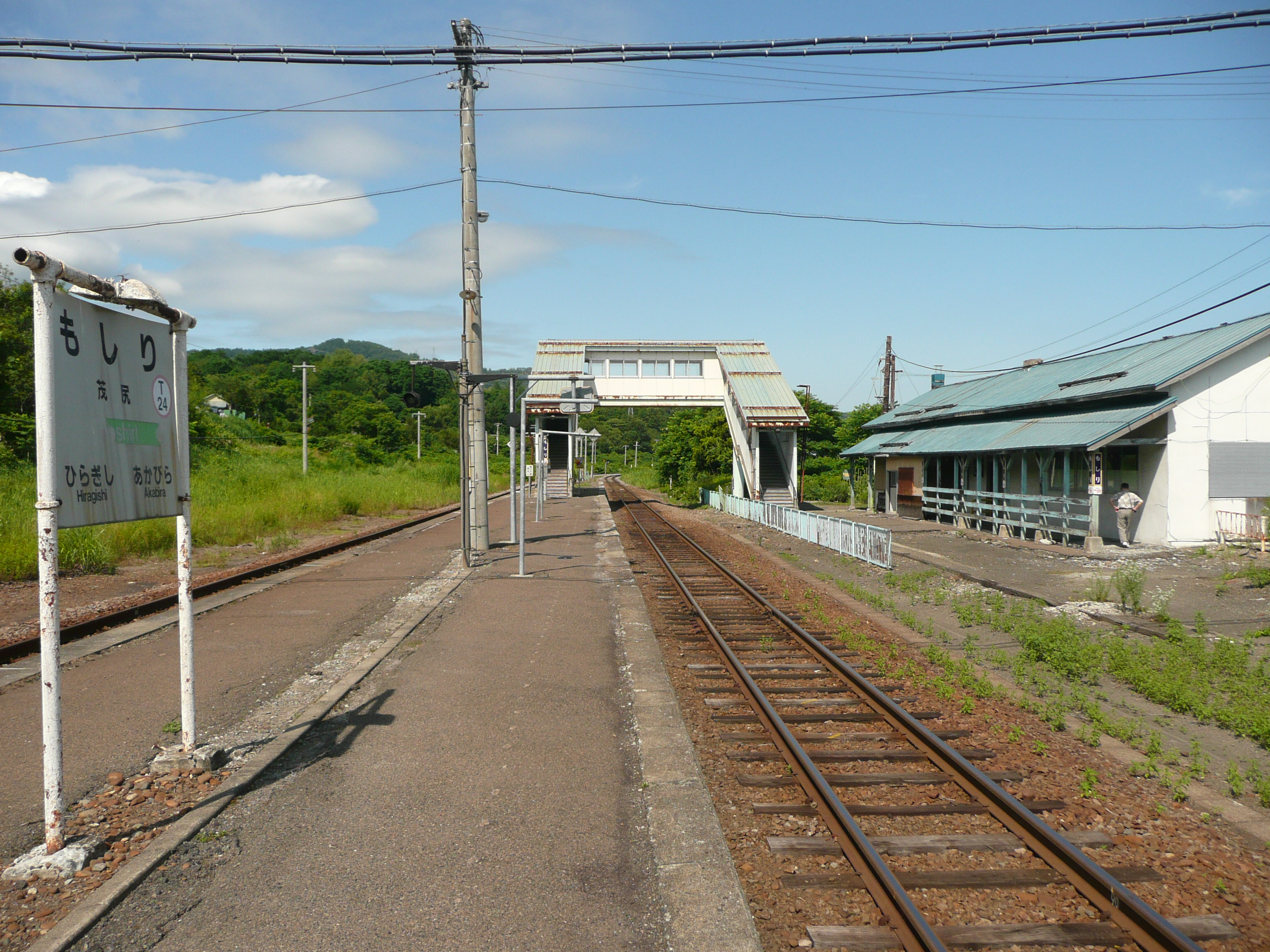
ホーム（2008年7月）
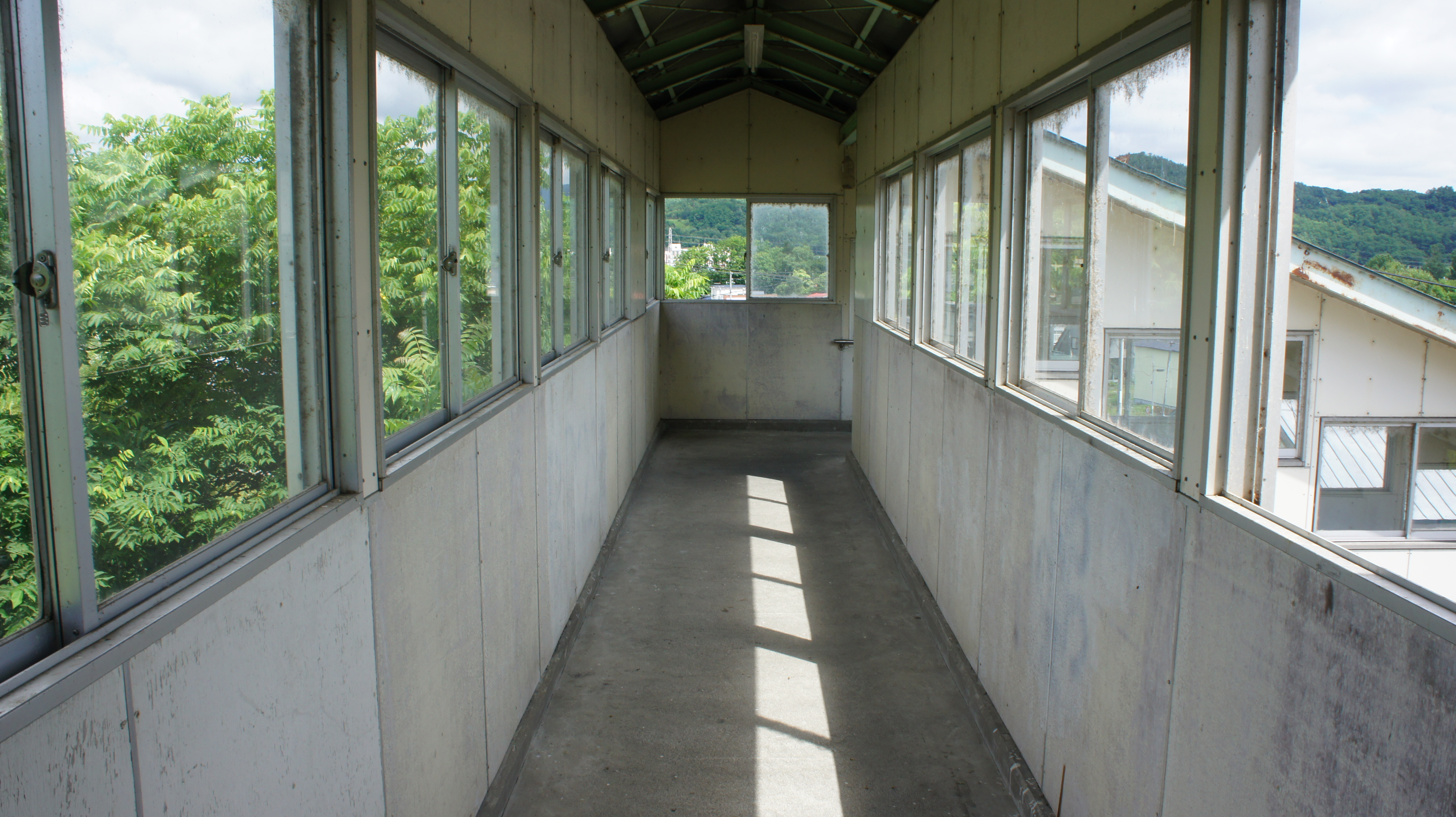
跨線橋（2017年8月）

## 利用状況
乗車人員の推移は以下のとおり。年間の値のみ判明している年については、当該年度の日数で除した値を括弧書きで1日平均欄に示す。乗降人員のみが判明している場合は、1/2した値を括弧書きで記した。
また、「JR調査」については、当該の年度を最終年とする過去5年間の各調査日における平均である。
| 年度               | 乗車人員 | 乗車人員 | 乗車人員 | 出典       | 備考                |
| 年度               | 年間     | 1日平均  | JR調査   | 出典       | 備考                |
| ------------------ | -------- | -------- | -------- | ---------- | ------------------- |
| 1992年（平成04年） |          | (27.0)   |          | [ 9 ]      | 1日平均乗降客数54人 |
| 2016年（平成28年） |          |          | 25.0     | [ JR北 1 ] |                     |
| 2017年（平成29年） |          |          | 21.4     | [ JR北 2 ] |                     |
| 2018年（平成30年） |          |          | 20.2     | [ JR北 3 ] |                     |
| 2019年（令和元年） |          |          | 18.4     | [ JR北 4 ] |                     |
| 2020年（令和02年） |          |          | 15.6     | [ JR北 5 ] |                     |
| 2021年（令和03年） |          |          | 13.6     | [ JR北 6 ] |                     |
| 2022年（令和04年） |          |          | 13.6     | [ JR北 7 ] |                     |
| 2023年（令和05年） |          |          | 12.8     | [ JR北 8 ] |                     |

## 駅周辺
茂尻の集落がある。
- 国道38号
- 赤平市役所茂尻支所
- 赤歌警察署茂尻駐在所
- 茂尻郵便局
- 石川商店（塊炭飴を販売）
- 北海道中央バス（滝川営業所、高速ふらの号）「茂尻」停留所[10]
  - 停留所は駅前ではなく、道道224号線沿いに設置されている
- 独歩苑

## 隣の駅
北海道旅客鉄道（JR北海道）
■根室本線
赤平駅 (T23) - 茂尻駅 (T24) - 平岸駅 (T25)